# Aquidabã
Aquidabã è un comune del Brasile nello Stato del Sergipe, parte della mesoregione dell'Agreste Sergipano e della microregione di Nossa Senhora das Dores.